# Antonie Jan Prins

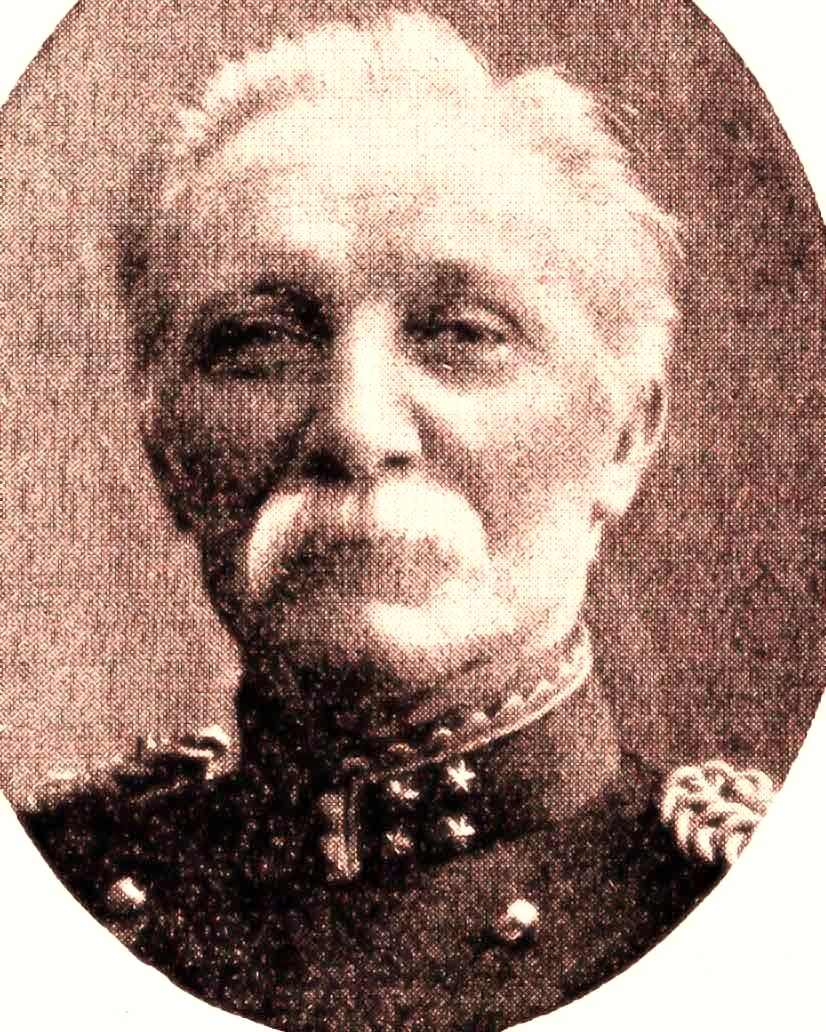
Antonie Jan Prins

Antonie Jan Prins (1846 - Arnhem, 10 september 1916) was een Nederlands generaal-majoor der infanterie van het Nederlandse leger.

## Loopbaan
Prins werd in 1867 benoemd tot tweede luitenant bij de infanterie. In 1871 werd hij bevorderd tot eerste luitenant, in 1875 tot kapitein, in 1890 tot majoor, in 1892 tot luitenant-kolonel, en in 1897 tot kolonel, commandant van het achtste regiment infanterie te Arnhem. In november 1900 werd hij benoemd tot generaal-majoor, commandant van de tweede divisie.

Prins was gedurende enige tijd gedetacheerd bij het Indische leger en nam toen deel aan de krijgsverrichtingen te Atjeh. Tijdens de grote veldoefeningen die in 1903 door de tweede en derde divisie werden gehouden had hij samen met generaal-majoor Kraijenhoff van de Leur de leiding. Prins richtte onder meer de compagniesopleiding op.
Hij ging in 1904 eervol met pensioen en vestigde zich te Velp. Zijn verdiensten werden door de regering erkend door zijn benoeming tot ridder in de Orde van de Nederlandse Leeuw.
In het begin van de Eerste Wereldoorlog schreef Prins naar aanleiding van een bezoek aan het Duitse westelijke front als correspondent een aantal artikelen in Het Vaderland. Deze artikelen werden niet onverdeeld positief ontvangen. Men vond dat hij te weinig kritisch was: deze nobele en edele krijgsoverste deed niet veel anders dan uitstapjes maken en dinertjes bezoeken van en met Duitse stafofficieren, waarvan hij dan getrouw aan zijn blad verslag deed.
De artikelen werden in 1915 in boekvorm uitgegeven onder de titel Aan het front en in België: Brieven verschenen in Het Vaderland.
Op 10 september 1916 wandelde Prins te Arnhem bij de Zijpse Poort naar de tram om zich naar zijn woning te Velp te begeven toen hij werd getroffen door een hartstilstand en ineenzakte. Door een arts kon slechts de dood geconstateerd worden. Prins werd begraven op de begraafplaats Heiderust te Rheden.